# Bitka kod Tannenberga (1410.)
Bitka kod Tannenberga, poznata kao i Prva bitka kod Tannenberga (kako bi se razlikovala od druge dosta kasnije bitke na istome području), također i Bitka kod Grunwalda te Bitka kod Žalgirisa odvila se 15. srpnja 1410. između snaga Teutonskoga reda i združenih snaga Kraljevine Poljske, Velike Kneževine Litve, tatarskih prognanika pod vodstvom izgnanog kana Jalala ad-Dina i njihovih saveznika. Sukob je bio vrhunac rata između Poljske, Litve i Teutonskog reda te je po broju sudionika bio jedna od najvećih bitki europskog srednjovjekovlja. Točan broj ljudi se ne zna, ali brojke se kreću od 16.000 do 163.000 na poljsko-litavskoj, te od 11.000 do 86.000 na teutonskoj strani. 
Samoj bitki i ratu predhodila su stoljeća sukoba između Poljaka i donedavno poganskih Litavaca s Teutonskim redom. U to vrijeme i Poljskom i Litvom vlada litavska dinastija Jagelovića, kralj Poljske je postao novopokršteni Vladislav II., dok je u Litvi vladao kao veliki knez njegov rođak Vitold. Teutonski red predvodio je Veliki meštar Ulrik von Jungingen. Iako brojčano nadjačani, teutonski vitezovi bili su bolje opremljeni i imali su teško topništvo. Bitka je na kraju ipak prevagnula na stranu saveznika te je Veliki meštar i većina njegove vojske izginula na tannenberškom polju. Nakon bitke poljsko-litvaska vojska zaputila se prema sjedištu Teutonaca, Marienburgu, koji je upornošću novoga Velikog meštra Henrika von Plauena uspio izdržati opsadu. Rat je završen mirom u Torunu iduće godine. Bitka je ostala duboko ukorijenjena kao epski događaj u nacionalnoj svijesti Poljaka, Litavaca i Rusa, ali su je koristili i nacisti kao propagandno sredstvo predstavljajući svoju napadačku vojsku kao duhovne nasljednike Teutonskih vitezova.